# Jonas Benyoub
Jonas Nybakk Benyoub (1994) è un rapper e cantante norvegese.

## Biografia
Jonas Benyoub ha fatto il suo esordio discografico con l'EP Godhet for svakhet (2019). Tuttavia, è salito alla ribalta soltanto con l'EP successivo, dal titolo ZeroLove (2022), classificatosi all'11º posto della VG-lista e certificato oro dalla IFPI Norge per le 10 000 unità equivalenti. L'artista è stato in seguito premiato con lo Spellemannprisen all'hip hop e candidato per quello alla rivelazione dell'anno, oltre a vincere un P3 Gull. Sempre nello stesso anno ha conseguito due top 20 nella hit parade norvegese, con Baraf/fairuz (6º posto) e Spor i snøen (16º).
Takket være livet EP, presentato nel maggio 2023, è stato susseguito dal'EP Skulle bare visst (2024). Il ramo norvegese della International Federation of the Phonographic Industry gli ha certificato ulteriori 150 000 unità in singoli.

## Discografia

### EP
- 2019 – Godhet for svakhet
- 2022 – ZeroLove
- 2023 – Takket være livet EP
- 2024 – Skulle bare visst
- 2025 – Følelser

### Singoli
- 2016 – Ordfører (con Don Martin)
- 2017 – Youm wara youm
- 2017 – El diablo
- 2018 – YahYah
- 2018 – I mitt liv
- 2018 – Milli (feat. Yosef Wolde-Mariam)
- 2019 – Lucky Luke
- 2019 – Snakker om
- 2019 – Nahnah
- 2019 – Guantanamera
- 2019 – Validé (feat. Adrian Kastrati)
- 2020 – Hodet mitt på (con MG)
- 2021 – Dedikert (con MG)
- 2021 – Null samvittighet (feat. Dutty Dior)
- 2021 – Er du dum? (con Oscar Blesson)
- 2021 – Señorita
- 2021 – Flagget på brystet (con Mo Ayn)
- 2022 – Roser på graven
- 2022 – Danser på bordet
- 2022 – Spor i snøen
- 2023 – Trille (con i Karpe)
- 2024 – Du datt av
- 2024 – Fiende på hotell
- 2024 – IFA (con Pacify)
- 2024 – +212 (feat. 23)
- 2024 – Evighet (feat. Molly Hammar)
- 2025 – Mamma (feat. Bendik)
- 2025 – River (con Aksel Hennie feat. Beharie)
- 2025 – Trenger deg nå
- 2025 – Havanna
- 2025 – Fredag (con Ina Wroldsen)

### Collaborazioni
- 2019 – Alé alé (Britz feat. Jonas Benyoub)